# پارامتر Hollomon–Jaffe
پارامتر Hollomon–Jaffe یا HP که معمولاً به عنوان پارامتر Larson-Miller شناخته می‌شود، تأثیر یک عملیات حرارتی را در یک دمای معین برای یک زمان خاص توصیف می‌کند. این پارامتر به ویژه برای توصیف درجه حرارت تمپرینگ فولاد استفاده می‌شود، به همین ترتیب نیز پارامتر تمپرینگ هم نامیده می‌شود.

## مفهوم
اثر عملیات حرارتی بستگی به دما و زمان آن دارد. همان اثر را می‌توان با دمای پایین و زمان نگهداری طولانی، یا با دمای بالاتر و مدت زمان کوتاه نگه داشت.

## فرمول
در پارامتر Hollomon–Jaffe رابطه بین زمان و دما را می‌توان با فرمول زیر توصیف کرد:
{\displaystyle H_{p}={\frac {(273.15+T)}{1000}}\cdot (C+\log(t))}
این فرمول در مورد تمامی واحدها سازگار نیست؛ پارامترها باید به نحوی خاصی وارد شوند. T درجه سانتیگراد است. تابع لگاریتمی دارای ساعت واحد است. C یک پارامتر منحصر (ضریبی متناظر) از مواد مورد استفاده است. پارامتر Hollomon بی واحد است و ارزش عددی واقعی آن بین ۱۵ تا ۲۱ متغیر است.
{\displaystyle H_{p}=T(C+\log(t))\,}
در اینجا T در کیلو کلوین است، t ساعت و C همان تعریف گفته شده در بالا می‌باشد.
Holloman و Jaffe ارزش C را به صورت تجربی به وسیله ترسیم سختی بر زمان تمپرینگ برای یک سری از درجه حرارت‌های مشخص تعیین کردند و داده‌ها را با هم تلاقی دادند تا زمان لازم برای تولید تعدادی از مقادیر سختی مختلف را بدست آورند. این کار بر اساس شش دمای مختلف فولادهای کربن ساده با محتوی کربن با ۰٫۳۵٪ -۱٫۱۵٪ بود. مقدار C به ترتیب برای انواع مختلف متفاوت بود و به صورت خطی با مقدار کربن یک درجه فولاد کاهش می‌یافت. Holloman و Jaffe مقادیر C = ۱۹٫۵ برای فولادهای کربنی و آلیاژی با مقادیر کربن ۰٫۲۵٪ -۰٫۴٪ و C = ۱۵ برای فولاد ابزار با محتوی کربن ۰٫۹٪ -۱٫۲٪ پیشنهاد کردند.